# Alloniscus gerardi
Alloniscus gerardi là một loài chân đều trong họ Alloniscidae. Loài này được miêu tả khoa học năm 1960 bởi Arcangeli.